# Lengefeld (Unstruttal)
Lengefeld ist ein Ortsteil der Gemeinde Unstruttal im nordöstlichen Teil des Unstrut-Hainich-Kreises in Thüringen.
Der Ortsname Lengefeld (auch Melschlengefeld, von Milchlengefeld) ist leicht zu verwechseln mit dem nur ungefähr 20 km entfernten Lengenfeld unterm Stein (Steinlengenfeld).
Durch Lengefeld fließt die Luhne, ein Nebenbach der Unstrut.

## Geschichte

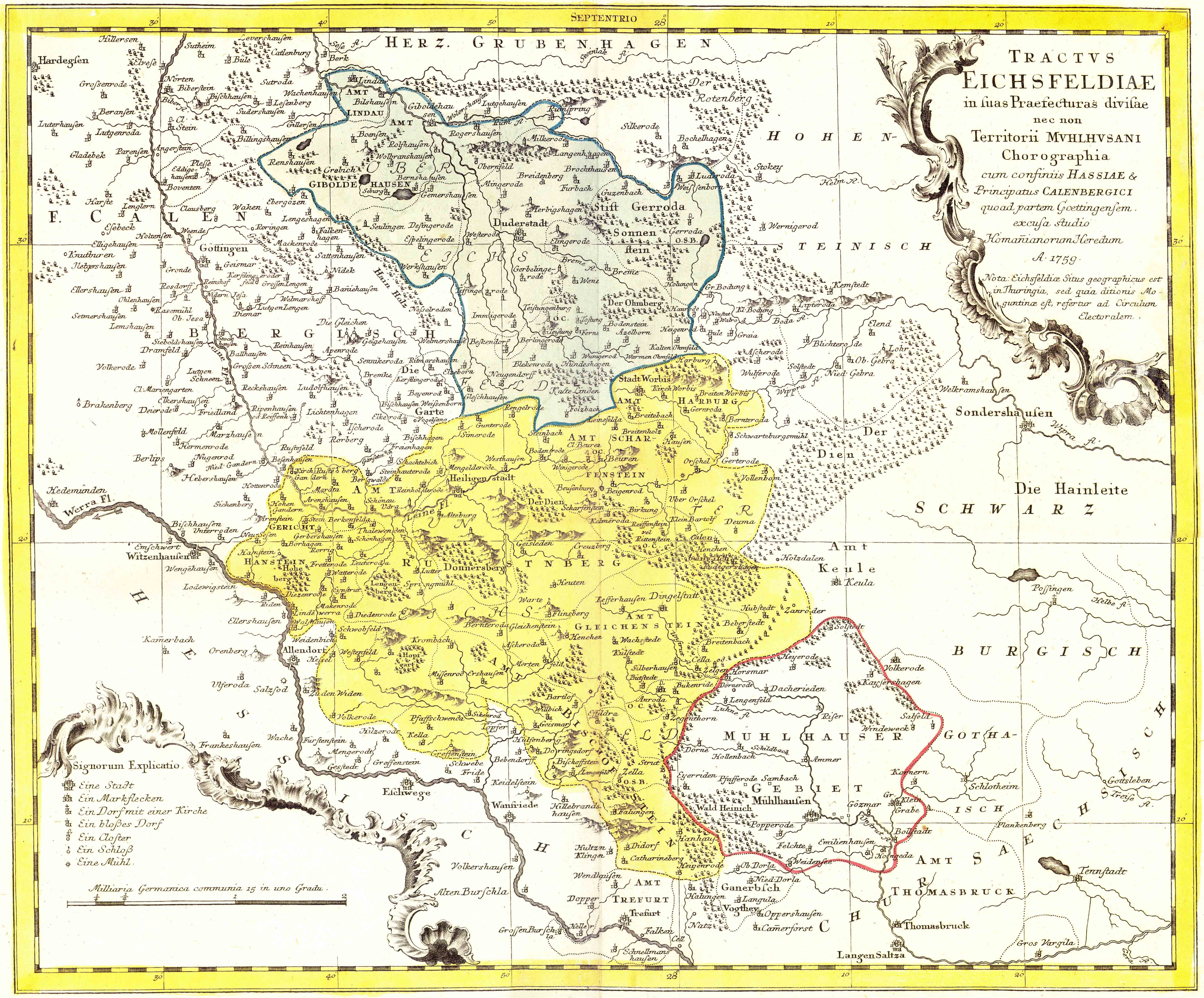
Das Eichsfeld und das Gebiet der Freien und Reichsstadt Mühlhausen mit Lengenfeld (Lengefeld) um 1759 (Die Karte enthält einige Fehler: siehe Kartenbeschreibung auf Commons)

Der Ort wurde urkundlich erstmals 897 erwähnt. Lengefeld wird vom Eichsfeld durch den Mühlhäuser Landgraben getrennt. Historisch gehörte Lengefeld zum Gebiet der Reichsstadt Mühlhausen. 1565 zählte man in Lengefeld 60 Mann Bevölkerung.
1802 fiel Lengefeld zusammen mit Mühlhausen an das Königreich Preußen, von 1807 bis 1813 an das von Napoleon geschaffene Königreich Westphalen (Kanton Dörna) und wurde nach dem Wiener Kongress 1816 dem Landkreis Mühlhausen in der preußischen Provinz Sachsen zugeordnet.
Zum 1. Januar 1997 verlor Lengefeld den Status einer selbständigen Gemeinde und schloss sich der Gemeinde Anrode an. Mit Auflösung dieser am 1. Januar 2023 wechselte Lengefeld zur Gemeinde Unstruttal.

## Sehenswürdigkeiten

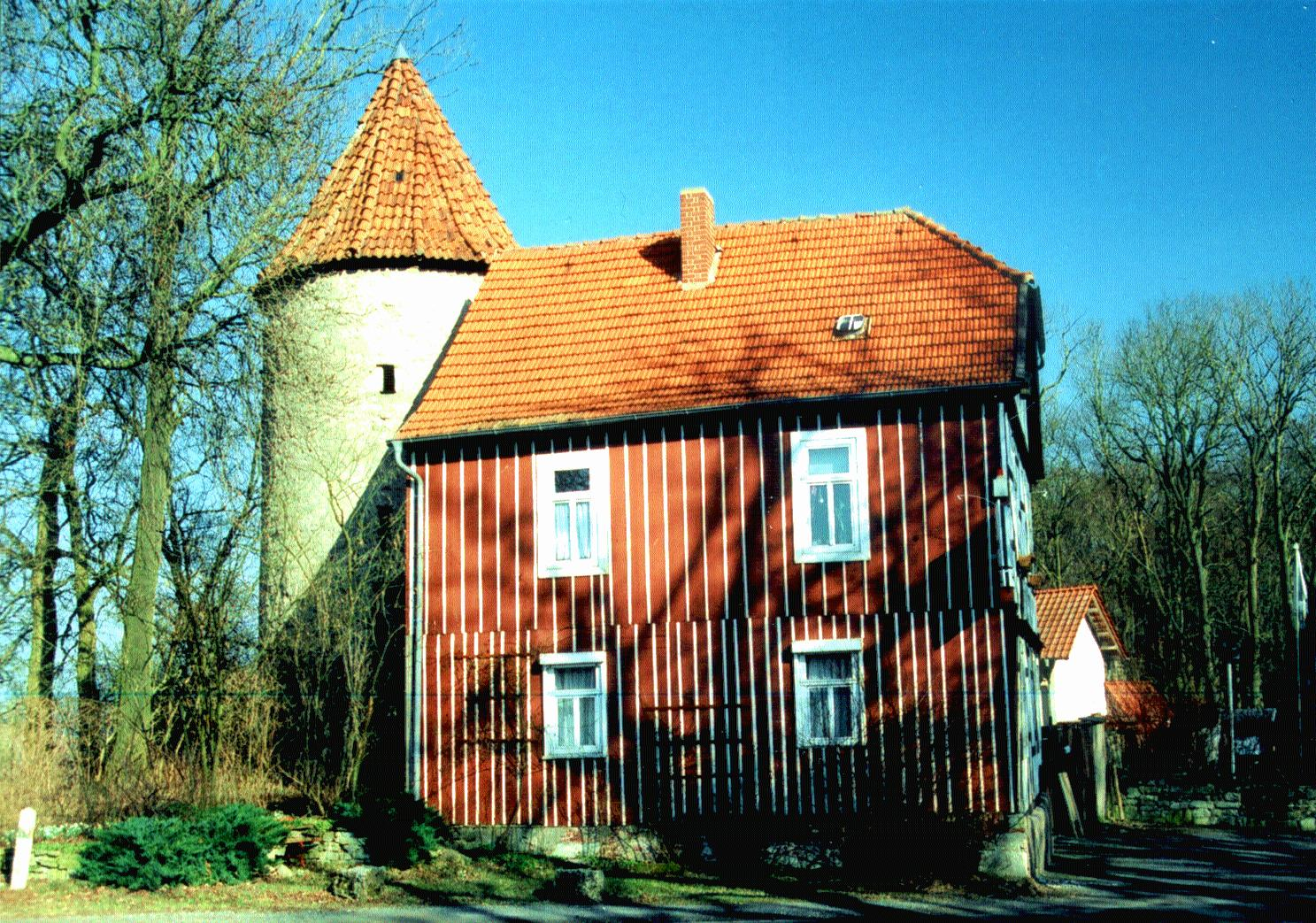
Die Lengefelder Warte am Mühlhäuser Landgraben

- St. Johannes, die 1896 erbaute Kirche
- Lengefelder Warte, ehemaliger Wachturm am Mühlhäuser Landgraben

## Vereine
- Sportverein 1932 e. V.
- Freiwillige Feuerwehr Lengefeld
  - Feuerwehrkameradschaft Lengefeld e. V.
  - Wehrführer
- Schützen-Compagnie zu Lengefeld 1875 e. V.
- Lengefelder Kirmesverein e. V.
- Heimatverein Lengefeld e. V.
- Carnevalclub
- Kleingartenverein e. V.
- Rassegeflügelzüchterverein
- Volkschor „Luhnetal“ e. V.
- Jagdgenossenschaft Lengefeld
- Waldgenossenschaft „Gerechtigkeitswald Lengefeld“
- Evangelische Kirchengemeinde

## Traditionen
In Lengefeld ist jährlich am ersten Wochenende im November Kirmes.
Vom 27. bis 29. Juli 2007 fand in Lengefeld das thüringenweit bekannte Landeskirmesburschentreffen – kurz LKBT – statt. Zum 10. Jubiläum dieser Großveranstaltung waren weit über 160 Kirmes- und Trachtenvereine aus ganz Thüringen angereist, um dieses Fest zu feiern. Die Planungen dauerten seit dem letzten Treffen im Jahr 2006 an.

## Sonstiges
- Als Zeugnisse eines oft derben Volkshumors bildeten sich bereits vor Jahrhunderten Besonderheiten des jeweiligen Dorfes charakterisierende Neck- und Spitznamen heraus. Demnach lebten hier im  Ort die Lengefelder Latschen – wegen des tonigen Bodens, auch des auffälligen Ganges. Nach dem Regen blieb der Boden an den Schuhen kleben und bildete Latschen.[5]
- Möglicherweise ist der Spitzname des Ortes Milch-Lengefeld zur sprachlichen Abgrenzung von Stein-Lengenfeld im Zusammenhang mit den im Nachbardorf Bickenriede lebenden Milchwürmern zu erklären. Ein anderer Ansatz beruft sich darauf, dass laut einer Chronik der Stadt Mühlhausen aus dem Mittelalter das Lengefeld bei Ammern als „Mühlhäuser Lengefeld“ bezeichnet wurde, was sich im Laufe der Zeit wohl sprachlich zu „Mühlsch-Lengefeld“ abwandelte. Diese Bezeichnung hätte demnach nichts mit dem Wort Milch zu tun, wie vielfach angenommen wird.
- Hochwasserrückhaltebecken Luhne-Lengefeld

## Söhne und Töchter (Auswahl)
- Adolf von Glümer (1814–1896), preußischer General der Infanterie